# 부남국민학교 이현분교
부남국민학교 이현분교는 경상북도 청송군 부남면 화장리에 있었던 국민학교 분교이다.

## 연혁
- 일자미상 부남국민학교 이현분교 설립 인가
- 1947년 9월 1일 이현분교장 개교
- 1949년 9월 1일 국민학교 승격 인가
- 1949년 9월 20일 이현국민학교 승격 분리
- 1985년 3월 1일 부남국민학교 분교장 격하 편입, 5학급 편성
- 1993년 2월 ??일 제??회 졸업식(누계: 685명)
- 1993년 3월 1일 폐교 및 부남국민학교 통폐합